# 하라다촌 (히로시마현)
하라다촌(原田村)은 히로시마현 미쓰기군에 있던 촌이다. 현재의 오노미치시의 일부에 해당한다.